# メヂカルフレンド社
株式会社メヂカルフレンド社（メヂカルフレンドしゃ）は、1947年に創業した看護・保健医療・福祉系出版社である。
本社所在地は、東京都千代田区九段北3-2-4。市ケ谷駅下車、靖国通りを九段下方向へ。一口坂と交わったところにある。

## 沿革
元会長の小倉一春（1930-2008）の郷里（鹿児島県）の先輩が創業。同社が倒産したため、小倉が大蔵省を辞めて1960年に引き継ぎ、再建した。同社の経営の傍ら、1968年には国際看護交流協会を設立して会長を務め、東南アジアからの看護研修生受け入れ事業などを行なったほか、小倉一春大学院教育（国際看護）奨学金制度も設けた。

## 出版物

### 書籍
- 院内感染防止手順
- エビデンスに基づいた感染制御
- 在宅ケアと感染制御
- がん診療ガイドライン
- 業務システム標準化による医療事故予防策実例集
- 在宅ホスピス・緩和ケア
- 医療事故を未然に防止するヒヤリ・ハット報告の分析と活用

### 雑誌
主に、看護の領域で専門誌を発行する。
- Clinical Study
- 看護学生
- 看護技術(休刊)
- 看護展望

### 教科書
- 精神障害をもつ人の看護
- 精神看護学概論・精神保健
- 社会の理解
- 介護の基本
- 公衆衛生看護学概論
- 公衆衛生看護支援技術
- 疫学/保健統計
- 保健医療福祉行政論
- 耳鼻咽喉/歯・口腔

他、多数発刊。

## 関連会社
- オール出版
- 八王子配送センター
- 大興実業